# تاريخ الثورة الدستورية الإيرانية
تاريخ الثورة الدستورية الإيرانية (الفارسية: تاریخ مشروطهٔ ایران) هو كتاب غير روائي من تأليف المؤرخ الإيراني أحمد كسراوي. يُستشهد به باعتباره الرواية الأكثر دقة للثورة الدستورية الفارسية [الإنجليزية]، فهو يروي الحدث والنضال الذي أعقب الثورة التي وقعت بين عامي 1905 و1911 في بلاد فارس (المعروفة اليوم بإيران).
كُتبَ الكتاب في عام 1940 باللغة الفارسية. وتُرجم المجلد الأول في عام 2006، إلى اللغة الإنجليزية ونشره الباحث الأمريكي إيفان سيجل.

## الكتب
- أحمد كسروي، تاريخ مشروعته إيران (تاریخ مشروطهٔ ایران) (تاريخ الثورة الدستورية الإيرانية)، باللغة الفارسية، 951 ص. (منشورات نجاح، طهران، 2003)،(ردمك 964-351-138-3) .

ملاحظة: هذا الكتاب متوفر أيضًا في مجلدين، نشرته منشورات أمير كبير في عام 1984. طبعة أمير كبير سنة 1961م تقع في مجلد واحد، 934 صفحة.
- أحمد كسروي، تاريخ الثورة الدستورية الإيرانية: تاريخ مشروع إيران ، المجلد الأول، ترجمة إيفان سيجل إلى الإنجليزية، 347 صفحة (منشورات مازدا، كوستا ميسا، كاليفورنيا، 2006).(ردمك 1-56859-197-7)رقم ISBN 1-56859-197-7

## طالع أيضًا
- طرق الحرير (كتاب)
- التاريخ الشامل لإيران
- إيران بين ثورتين
- فوكو في إيران: الثورة الإسلامية بعد عصر التنوير